# Deroceras golcheri
Deroceras golcheri is een slakkensoort uit de familie van de Agriolimacidae. De wetenschappelijke naam van de soort is voor het eerst geldig gepubliceerd in 1962 door Van Regteren Altena.